# فرانسوا تشوكيت
فرانسوا تشوكيت هو سياسي كندي، ولد في 3 يناير 1974 في غرانبي في كندا. نشط حزبياً في الحزب الديمقراطي الجديد. في الانتخابات الاتحادية الكندية 2011 ‏، انتخب عضو مجلس العموم الكندي عن دائرة دروموند ‏ وقد انضم خلال فترته النيابية ‏ (2 مايو 2011 – 18 أكتوبر 2015) للكتلة البرلمانية الحزب الديمقراطي الجديد وفي الانتخابات الفيدرالية الكندية 2015، انتخب عضو مجلس العموم الكندي عن دائرة دروموند ‏ وقد انضم خلال فترته النيابية ‏ (19 أكتوبر 2015 – ) للكتلة البرلمانية الحزب الديمقراطي الجديد.

## وصلات خارجية
- الموقع الرسمي